# Так, можливо
«Так, можливо» (англ. Definitely, Maybe) — романтична кінокомедія 2008 року режисера Адама Брукса з Раяном Рейнольдсом у головній ролі.

## Сюжет
Вілл Гейс, 30-річний тато з Манхеттена, перебуває у процесі розлучення і бачить свою 10-річну доньку Маю лише по середах. При черговій зустрічі вона починає розпитувати батька про його життя до шлюбу. Мая хоче знати абсолютно все про те, як її батьки познайомилися та покохали один одного. Вілл погоджується розповісти, але змінює імена та деякі факти, залишаючи Маї гадати, хто з жінок з його минулого її мати.
Історія Вілла розпочинається 1992 року, коли він був молодим політиком і з мрією стати в майбутньому
Президентом США переїхав в Нью-Йорк з Вісконсіна, щоб працювати у виборчому штабі Білла Клінтона, залишивши на деякий час свою кохану дівчину Емілі Джонс. У штабі Вілл знайомиться з Расселом Маккормаком, який став його найкращим другом, та аполітичною Ейпріл Гоффман. Також він доставляє посилку від Емілі її подрузі по коледжу Саммер Гартлі. У пакеті був щоденник Емілі, з якого Вілл дізнався про роман в минулому Емілі з Саммер. У Саммер Вілл знайомиться з профессором Гемптоном Ротом, чиєю коханкою була Саммер.
Вілл розповідає Ейпріл про свій план зробити пропозицію Емілі і, репетируючи, проголошує свою пропозицію. Ейпріл на це відповідає: «Так, можливо». Вони йдуть до її квартири, де Вілл помічає безліч книг «Джейн Ейр». Вона пояснює, що її батько подарував їй таку книгу з особистим написом незадовго до своєї смерті, але пізніше книга була втрачена. Вона витратила роки на пошуки в букіністичних магазинах, щоб знайти ту книгу, і збирає будь-який екземпляр «Джейн Ейр» із написом. Ейпріл і Вілл цілуються, але він різко йде. Наступного дня приїжджає Емілі, але коли Вілл намагається зробити пропозицію, вона зізнається, що спала з його сусідом по кімнаті, і закликає його рухатися далі, реалізуючи свої амбіції.
Після перемоги на виборах президента Білла Клінтона Вілл та Рассел Маккормак відкривають політичну консалтингову фірму. Вілл зустрічається з Саммер. Ейпріл повертається після мандрів з-за кордону, плануючи сказати Віллу, що любить його, але виявляє, що він планує зробити пропозицію Саммер. Вілл дізнається, що Саммер написала статтю, яка зруйнує кампанію його кандидата. Він просить її не публікувати це, але вона відмовляється. Їхні стосунки зруйновані. Стаття зриває кампанію, позбавляючи Вілла його політичної кар'єри та друзів.
Вілл впадає в депресію. Через роки Ейпріл влаштовує Віллу вечірку з нагоди його дня народження, возз'єднуючи його зі старими колегами, але він тихо йде з вечірки раніше. У п'яному стані він освідчується в коханні Ейпріл, але це закінчується суперечкою про їхнє життя.
У книгарні Вілл знаходить підписану копію «Джейн Ейр», яку батько Ейпріл подарував їй. Він іде до квартири Ейпріл, щоб дати їй книгу, але відмовляється від цього, коли зустрічає її хлопця Кевіна, який живе з нею. Вілл зустрічає Саммер, яка повідомляє йому, що вагітна, і запрошує його на вечірку, де він возз'єднується з Емілі, яка нещодавно переїхала до Нью-Йорка.
На цьому моменті історії Мая здогадується, що Емілі і є її мамою.
Розпаковуючи речі у своїй новій квартирі, Вілл виявляє книгу «Джейн Ейр». Він приносить її Ейпріл, але, дізнавшись, що книга у Вілла вже кілька років, вона говорить йому йти. Мая розуміє, що він нещасний без Ейпріл, чиє ім'я він не змінив в історії, як він зробив це, змінивши справжнє ім'я її мами Сари на Емілі та ім'я журналістки Наташи на Саммер. Стоячи на ганку будинку Ейпріл, Мая переконує Вілла розповісти Ейпріл історію. Коли Ейпріл чує по внутрішньому зв'язку слова Маї, вона виходить, щоб дізнатися, що за історія. Вілл пояснює, що він зберігав книгу як єдине, що в нього залишалося від неї. Ейпріл запрошує Вілла і Маю до себе, щоб почути усю історію.

## В ролях
| Актор           | Роль                       |
| --------------- | -------------------------- |
| Раян Рейнольдс  | Вілл Гейс                  |
| Ебігейл Бреслін | Мая                        |
| Айла Фішер      | Ейпріл Гоффман             |
| Елізабет Бенкс  | Сара Гейс/ Емілі Джонс     |
| Рейчел Вайс     | Наташа Роуз/ Саммер Гартлі |
| Дерек Люк       | Рассел Маккормак           |
| Кевін Клайн     | Гемптон Рот                |
| Енні Перріс     | Енні                       |
| Ліана Балабан   | Келлі                      |
| Нестор Серрано  | Артур Робредо              |

## Музика у фільмі
Музика до фільму написана англійським композитором Клінтом Менселом. У кількох епізодах використовувались пісні «Come as You Are» групи «Nirvana» і «Nothing Lasts Forever» групи «Maroon 5».

## Критика
Фільм отримав переважно схвальні відгуки: на Rotten Tomatoes фільм отримав оцінку 70 % на основі 148 відгуків від критиків і 72 % від більш ніж 100 000 глядачів. Критики відзначали гарний сценарій і акторський склад та чарівну щирість героїв.